# Guilherme de Paula Lucrécio
Guilherme de Paula Lucrécio, meglio noto come Guilherme (Brodowski, 9 novembre 1986), è un ex calciatore brasiliano naturalizzato malaysiano, di ruolo attaccante.

## Palmarès

### Club

#### Competizioni nazionali
- Supercoppa di Moldavia: 1

Milsami Orhei: 2012
- Coppa della Malaysia: 5

Selangor: 2015
Johor Darul Ta'zim: 2017, 2019, 2022, 2023
- Liga Premier: 1

Kuala Lumpur: 2017
- Malaysia Super League: 3

Johor Darul Ta'zim: 2021, 2022, 2023